# Prądnik Czerwony

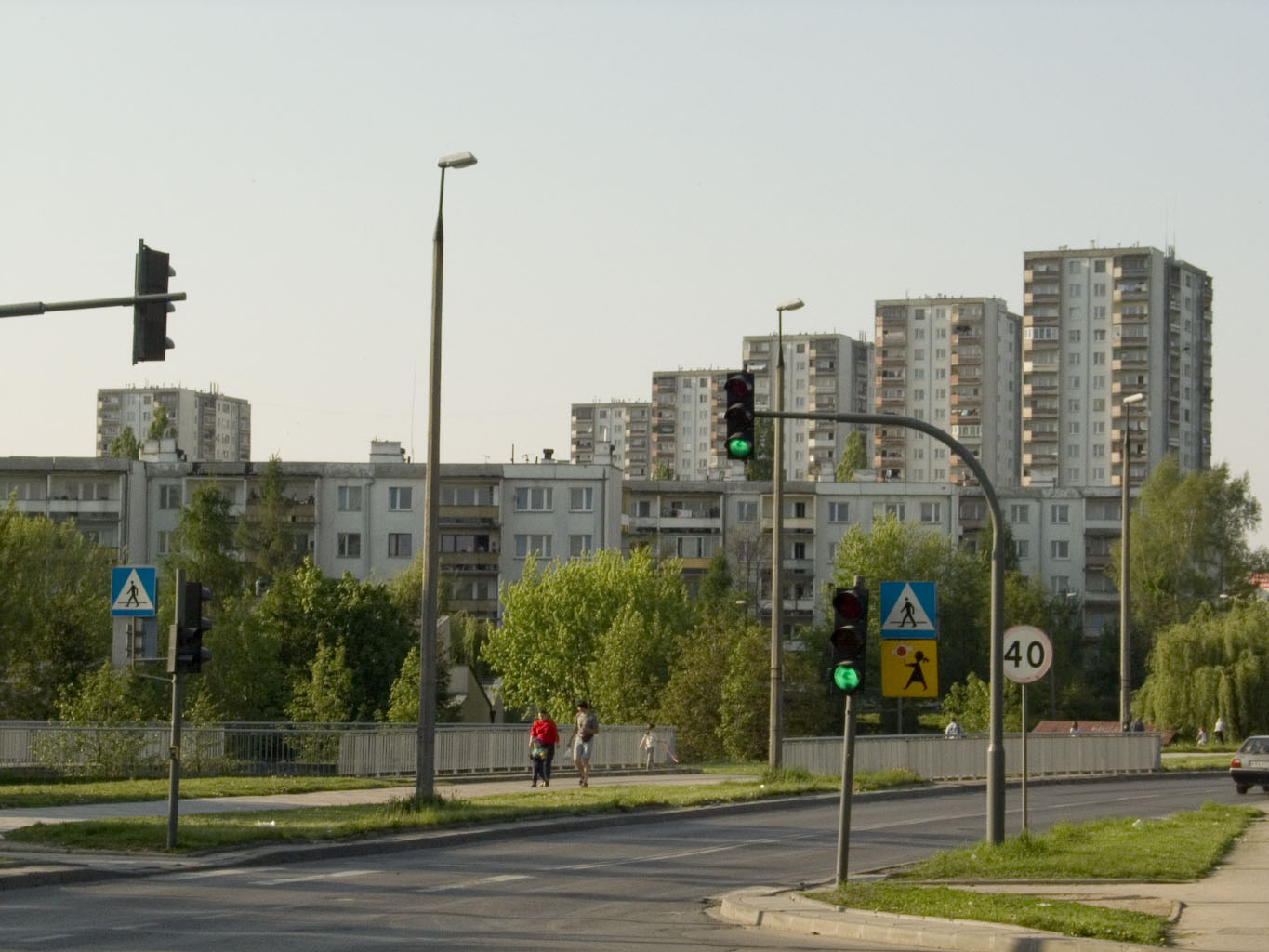
Plattenbau-Siedlungen in Prądnik Czerwony

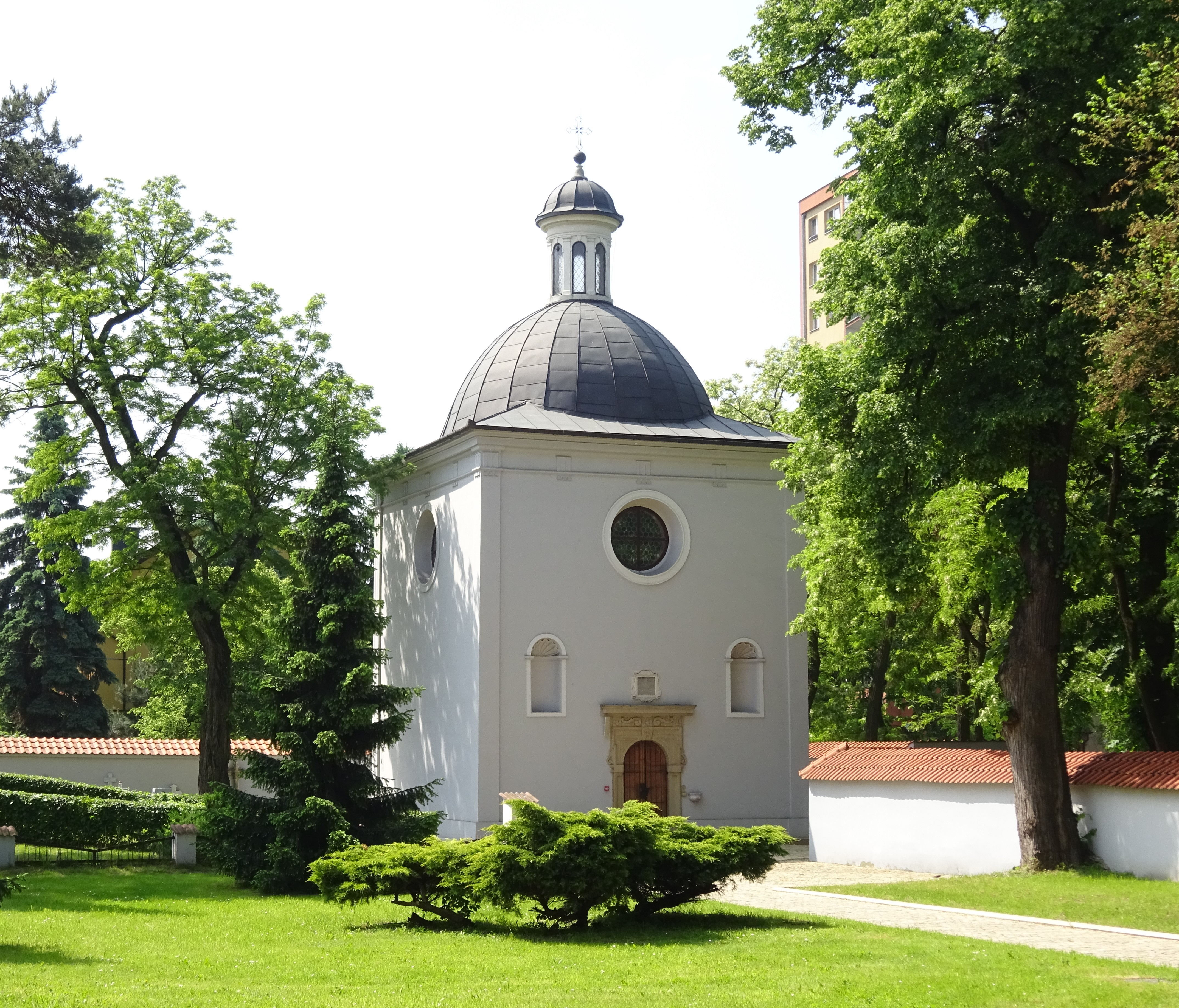
Kapelle (1642) des ehemaligen Vorwerks der Dominikaner

Prądnik Czerwony ist ein Stadtbezirk in Krakau sowie ein ehemaliges Dorf, am östlichen, linken Ufer des Flusses Prądnik, im nördlichen Teil der Stadt Krakau in Polen.

## Geschichte
Im 12. Jahrhundert gehörte das Gebiet zur Benediktinerabtei Tyniec, damit im Zusammenhang tauchten erste Erwähnungen auf, deren Datierung in Frage gestellt wurde. Der Ort wurde in einem Dokument von Gilo von Paris (wahrscheinlich aus den Jahren 1123–1125) als Prandnyk und im 1229 erschienenen Päpstlichen Bulle als Prandnik erwähnt. Der Name ist vom gleichnamigen Fluss abgeleitet. In den Jahren 1394 und 1409 wurde der plurale Name Prandniky bzw. Prandniki erwähnt, aber erst im Jahr 1529 wurden die zwei Orte in den Quellen unterschieden: Pranthnyk Parva (lat. Klein P., heute Prądnik Biały) und Pranthnyk Maiori (lat. Groß P., heute Prądnik Czerwony). Der östliche Teil des Dorfs blieb im Besitz der Tyniecer Benediktinerabtei und wurde auch als Prądnik tyniecki genannt, um von Prądnik Duchacki (der Hospitaliter) bzw. Prądnik Biskupi (der Bischöfe) zu unterscheiden. Das Adjektiv Czerwony (rot) erschien im 19. Jahrhundert, von den roten Farbe des Grunds abgeleitet.
Im späten 15. Jahrhundert wurden einige Vorwerke gegründet, u. a. der Jesuiten, Dominikaner, Franziskaner. Eines der Vorwerke gehörte ab 1479 Jan Długosz, der Prądnik als eine Vorstadt von Krakau bezeichnete. Das Dorf wurde im Jahr 1587 zerstört durch die Kämpfe zwischen Maximilian III. aus dem Haus Österreich und Jan Zamoyski. Eine volkstümliche Erläuterung leitet den Namen Prądnik Czerwony von in dieser Schlacht vergossenem Blut ab.
Bei der dritten Teilung Polens wurde es 1795 Teil des habsburgischen Kaiserreichs. In den Jahren 1801 bis 1802 wurde der Friedhof Rakowicki an der Grenze zu Krakau gegründet. In den Jahren 1815–1846 gehörte das Dorf zur Republik Krakau, 1846 wurde es als Teil des kurzlebigen Großherzogtums Krakau in die Länder des Kaisertums Österreich annektiert. Ab dem Jahr 1855 gehörte es zum Bezirk Krakau. Danach wurden einige Befestigungen der Festung Krakau von Österreichern erbaut.
Im Jahr 1900 hatte die Gemeinde Prądnik Czerwony mit dem Ortsteil Olsza 499 Hektar Fläche, 194 Häuser mit 3995 Einwohnern, davon die Mehrheit polnischsprachig (3743) und römisch-katholisch (3737), außerdem (meistens in der Militär) 152 deutschsprachig, 207 Juden, 30 griechisch-katholisch, 22 ruthenischsprachig.
Am 1. April 1910 wurde ein kleiner Teil der Gemeinde (südlich des Flusses Białucha bzw. Prądnik mit dem Friedhof Rakowicki) als Warszawskie nach Krakau eingemeindet, der Rest im Jahr 1941 von deutschen Besatzern. 
In den Jahren 1975 bis 1986 wurde eine Plattenbau-Siedlung in Prądnik Czerwony errichtet.

## Stadtbezirk

Dzielnica III Prądnik Czerwony

Bis zum Jahr 1990 gehörte Prądnik Czerwony zum Stadtbezirk Innenstadt. Der gegenwärtige Stadtbezirk Dzielnica III Prądnik Czerwony hatte 2016 47.100 Einwohner und 6,44 km² Fläche. Er umfasst die ehemaligen Orte bzw. Siedlungen:
- Prądnik Czerwony
- Akacjowa
- Olsza
- Olsza II
- Rakowice
- Śliczna
- Ugorek
- Warszawskie
- Wieczysta
- Wiśniowa